# Gebern
Gebern oder Bedhîn sind ein von den alten Persern abstammender Volksstamm, welcher an der im Zend-Avesta von Zoroaster beschriebenen Religion festhält. Den Namen „Gebern“ („Ungläubige“) haben ihnen die sie verfolgenden Muslime gegeben. Sie selbst nennen sich „Bedhîn“ („Rechtgläubige“).